# Solo Albums Tour
Die Solo Albums Tour (auch bekannt als Bicentennial Tour) war eine Konzerttournee der britischen Progressive-Rock-Band Yes. Auf ihr bewarben sie wie schon auf der vorherigen Tournee ihr Album Relayer, spielten aber auch Material ihrer zwischen Herbst 1975 und Frühjahr 1976 erschienenen Solo-Alben.

## Hintergrund
Inspiriert durch die Veröffentlichung ihrer Solo-Alben, die sie zum Teil mit gegenseitiger Unterstützung produzierten, planten Yes für den Sommer 1976 eine weitere Tournee, auf der sie anlässlich des 200-jährigen Bestehens der Vereinigten Staaten fast ausschließlich Konzerte in großen Hallen und Baseball-Stadien in Nordamerika spielten. Die Tour war zu Beginn von diesen Veröffentlichungen geprägt. Die Bandmitglieder Jon Anderson, Steve Howe, Patrick Moraz, Chris Squire und Alan White spielten mindestens einen Song von ihren Solo-Alben, später verzichteten sie jedoch darauf und nahmen weitere Songs ihrer Hauptband in ihre Setlist, da das Publikum auf die Yes-Lieder mit deutlich größerem Enthusiasmus reagierte. Einen gänzlich neuen Song spielte die Band zudem am 6. Juni 1976 in Huntsville (Alabama) mit Wonderous Stories, der schließlich 1977 auf dem nächsten Yes-Album Going for the One veröffentlicht wurde.
Das Bühnenbild dieser Tour wurde einmal mehr von Roger Dean und dessen Bruder Martyn gestaltet. Geprägt war es durch eine bewegliche Fiberglas-Konstruktion, die sich über den Köpfen der Musiker befand und optisch an eine hydraähnliche Schlange mit drei Köpfen erinnerte. Sie bestand aus einer großen Glasfaserschale, aus der drei wirbelförmige Plexiglasstränge ragten, die schließlich in jeweils einer weiteren, riesigen Glasfaserschale endeten, an deren Unterseite ein Großteil der Bühnenbeleuchtung installiert war. Zusätzlich kamen weitere Scheinwerfer sowie erstmals bei einer Yes-Tournee ein Laser zum Einsatz.
Auch diese Tournee war sehr erfolgreich, allein zu ihrem Konzert im John F. Kennedy Stadium in Philadelphia kamen schätzungsweise 120.000 Zuschauer. Im Vorprogramm dieses Gigs spielten u. a. Gary Wright und Peter Frampton.

## Liveaufnahmen
Das Konzert am 17. Juni 1976 im Roosevelt Stadium in Jersey City wurde live auf den Schwester-Radiosendern WNEW (New York City) und WMMR (Philadelphia) übertragen und Bootleg-Aufnahmen dieses Gigs, der als eines der besten Konzerte von Yes gilt, sind unter Fans weit verbreitet. Eine Aufnahme des bei diesem Konzert als zweite Zugabe gespielten Beatles-Songs I’m Down wurde 1991 auf dem 4CD-Boxset Yesyears veröffentlicht. Aufnahmen der Show am 17. August 1976 in Detroit erschienen auf Yes’ zweitem Live-Album Yesshows (1980), sowie dem 3CD-Boxset The Word is Live (2005).

## Setlist

### Setlist I (28.–31. Mai 1976)
- Intro (‚Apocalypse’ from ‚And You and I’)
- Siberian Khatru
- Sound Chaser
- I’ve Seen All Good People
- Ram
- Hold Out Your Hand
- You by My Side
- Break Away From It All
- Beginnings
- One Way Rag
- Alan White Drum Solo
- Song of Innocence
- Cachaça (Baiaio)
- Olias Harp Solo
- Heart of the Sunrise
- The Gates of Delirium (nicht am 30. und 31. Mai 1976)
- The Remembering (nur am 30. und 31. Mai 1976)
- Roundabout
- Sweet Dreams (am 28. Mai 1976)

### Setlist II (1.–8. Juni 1976)
- Intro (‚Apocalypse’ from ‚And You and I’)
- Siberian Khatru
- Sound Chaser
- I’ve Seen All Good People
- Ritual (Nous Sommes du Soleil) (nur am 8. Juni 1976)
- Song of Innocence
- Hold Out Your Hand
- You by My Side
- Leaves of Green (excerpt from ‚The Ancient’)
- Clap
- Long Distance Runaround
- Patrick Moraz Keyboard Solo
- Olias Harp Solo
- Wonderous Stories (nur am 6. Juni 1976)
- Heart of the Sunrise
- The Gates of Delirium
- Roundabout
- Sweet Dreams
- I’m Down

### Setlist III (9.–26. Juni 1976)
- Intro (‚Apocalypse’ from ‚And You and I’)
- Siberian Khatru
- Sound Chaser
- I’ve Seen All Good People
- The Gates of Delirium
- Long Distance Runaround
- Patrick Moraz Keyboard Solo
- Ram (nur am 22. Juni 1976)
- Clap
- Olias Harp Solo
- Heart of the Sunrise
- Ritual (Nous Sommes du Soleil)
- Roundabout
- I’m Down (nicht immer)
- Starship Trooper oder Sweet Dreams (beides nicht immer)

### Setlist IV (17. Juli – 22. August 1976)
- Intro (‚Apocalypse’ from ‚And You and I’)
- Siberian Khatru
- Sound Chaser
- I’ve Seen All Good People
- The Gates of Delirium
- Long Distance Runaround
- Patrick Moraz Keyboard Solo
- On Wings of Gold (nicht immer)
- Clap
- Olias Harp Solo
- Heart of the Sunrise
- Ritual (Nous Sommes du Soleil) (nicht am 23. Juli 1976)
- Close to the Edge (nur am 23. Juli 1976)
- Roundabout
- I’m Down oder Sweet Dreams (beides nicht immer)

## Tourdaten
| Nr.                 | Datum               | Stadt               | Land                | Veranstaltungsort                       | Anmerkungen                        |
| Leg 1 – Nordamerika | Leg 1 – Nordamerika | Leg 1 – Nordamerika | Leg 1 – Nordamerika | Leg 1 – Nordamerika                     | Leg 1 – Nordamerika                |
| ------------------- | ------------------- | ------------------- | ------------------- | --------------------------------------- | ---------------------------------- |
| 1                   | 28. Mai 1976        | Roanoke             | Vereinigte Staaten  | Civic Center                            |                                    |
| 2                   | 29. Mai 1976        | Hampton             | Vereinigte Staaten  | Coliseum                                |                                    |
| 3                   | 30. Mai 1976        | Charleston          | Vereinigte Staaten  | Civic Center                            |                                    |
| 4                   | 31. Mai 1976        | Johnson City        | Vereinigte Staaten  | Freedom Hall Civic Center               |                                    |
| 5                   | 1. Juni 1976        | Nashville           | Vereinigte Staaten  | Municipal Auditorium                    |                                    |
| 6                   | 2. Juni 1976        | Birmingham          | Vereinigte Staaten  | Municipal Auditorium                    |                                    |
| 7                   | 3. Juni 1976        | Atlanta             | Vereinigte Staaten  | The Omni                                |                                    |
| 8                   | 4. Juni 1976        | Memphis             | Vereinigte Staaten  | Mid-South Coliseum                      |                                    |
| 9                   | 5. Juni 1976        | Jackson             | Vereinigte Staaten  | Mississippi Coliseum                    |                                    |
| 10                  | 6. Juni 1976        | Huntsville          | Vereinigte Staaten  | Von Braun Civic Center                  |                                    |
| 11                  | 8. Juni 1976        | Cincinnati          | Vereinigte Staaten  | Riverfront Coliseum                     |                                    |
| 12                  | 9. Juni 1976        | Binghamton          | Vereinigte Staaten  | Broome County Veterans Memorial Arena   |                                    |
| 13                  | 10. Juni 1976       | Providence          | Vereinigte Staaten  | Civic Center                            |                                    |
| 14                  | 12. Juni 1976       | Philadelphia        | Vereinigte Staaten  | John F. Kennedy Stadium                 |                                    |
| 15                  | 13. Juni 1976       | Washington, D.C.    | Vereinigte Staaten  | Robert F. Kennedy Memorial Stadium      |                                    |
| 16                  | 16. Juni 1976       | Uniondale           | Vereinigte Staaten  | Nassau Veterans Memorial Coliseum       |                                    |
| 17                  | 17. Juni 1976       | Jersey City         | Vereinigte Staaten  | Roosevelt Stadium                       |                                    |
| 18                  | 18. Juni 1976       | Boston              | Vereinigte Staaten  | Boston Garden                           |                                    |
| 19                  | 19. Juni 1976       | Hartford            | Vereinigte Staaten  | Colt Park                               |                                    |
| 20                  | 20. Juni 1976       | Rochester           | Vereinigte Staaten  | Community War Memorial                  |                                    |
| 21                  | 21. Juni 1976       | Kalamazoo           | Vereinigte Staaten  | Wings Stadium                           |                                    |
| 22                  | 22. Juni 1976       | Pittsburgh          | Vereinigte Staaten  | Civic Arena                             |                                    |
| 23                  | 24. Juni 1976       | Columbia            | Vereinigte Staaten  | Carolina Coliseum                       |                                    |
| 24                  | 25. Juni 1976       | Savannah            | Vereinigte Staaten  | Civic Center                            |                                    |
| 25                  | 26. Juni 1976       | Tampa               | Vereinigte Staaten  | Tampa Stadium                           |                                    |
| Leg 2 – Nordamerika |                     |                     |                     |                                         |                                    |
| 26                  | 17. Juli 1976       | Anaheim             | Vereinigte Staaten  | Anaheim Stadium                         |                                    |
| 27                  | 18. Juli 1976       | San Diego           | Vereinigte Staaten  | Balboa Stadium                          |                                    |
| 28                  | 20. Juli 1976       | Daly City           | Vereinigte Staaten  | Cow Palace                              |                                    |
| 29                  | 22. Juli 1976       | Vancouver           | Kanada              | Pacific Coliseum                        |                                    |
| 30                  | 23. Juli 1976       | Seattle             | Vereinigte Staaten  | Center Coliseum                         |                                    |
| 31                  | 24. Juli 1976       | Portland            | Vereinigte Staaten  | Memorial Coliseum                       |                                    |
| 32                  | 25. Juli 1976       | Spokane             | Vereinigte Staaten  | Coliseum                                |                                    |
| 33                  | 27. Juli 1976       | Salt Lake City      | Vereinigte Staaten  | Salt Palace                             |                                    |
| 34                  | 28. Juli 1976       | Denver              | Vereinigte Staaten  | Auditorium Arena                        |                                    |
| 35                  | 30. Juli 1976       | El Paso             | Vereinigte Staaten  | Civic Center                            |                                    |
| 36                  | 31. Juli 1976       | Phoenix             | Vereinigte Staaten  | Arizona Veterans Memorial Coliseum      |                                    |
| 37                  | 1. August 1976      | Paradise            | Vereinigte Staaten  | Aladdin Theatre for the Performing Arts |                                    |
| xx                  | 2. August 1976      | Bakersfield         | Vereinigte Staaten  | Civic Auditorium                        |                                    |
| 38                  | 3. August 1976      | Fresno              | Vereinigte Staaten  | Selland Arena                           |                                    |
| xx                  | 4. August 1976      | Corpus Christi      | Vereinigte Staaten  | Memorial Coliseum                       |                                    |
| 39                  | 6. August 1976      | Dallas              | Vereinigte Staaten  | Moody Coliseum                          |                                    |
| 40                  | 7. August 1976      | San Antonio         | Vereinigte Staaten  | Municipal Auditorium                    |                                    |
| 41                  | 8. August 1976      | Houston             | Vereinigte Staaten  | Hofheinz Pavilion                       |                                    |
| xx                  | 10. August 1976     | Oklahoma City       | Vereinigte Staaten  | Myriad Convention Center                |                                    |
| 42                  | 10. August 1976     | Louisville          | Vereinigte Staaten  | Louisville Gardens                      |                                    |
| 43                  | 11. August 1976     | St. Louis           | Vereinigte Staaten  | Kiel Auditorium                         |                                    |
| 44                  | 12. August 1976     | St. Paul            | Vereinigte Staaten  | Civic Center                            |                                    |
| 45                  | 13. August 1976     | Lincoln             | Vereinigte Staaten  | Pershing Auditorium                     |                                    |
| xx                  | 14. August 1976     | Lincoln             | Vereinigte Staaten  | Pershing Auditorium                     | vorverlegt auf den 13. August 1976 |
| 46                  | 15. August 1976     | Stickney            | Vereinigte Staaten  | Hawthorne Race Course                   |                                    |
| 47                  | 16. August 1976     | Milwaukee           | Vereinigte Staaten  | MECCA Arena                             |                                    |
| 48                  | 17. August 1976     | Detroit             | Vereinigte Staaten  | Cobo Hall                               |                                    |
| 49                  | 18. August 1976     | Detroit             | Vereinigte Staaten  | Cobo Hall                               |                                    |
| 50                  | 19. August 1976     | Detroit             | Vereinigte Staaten  | Cobo Hall                               |                                    |
| 51                  | 20. August 1976     | Toledo              | Vereinigte Staaten  | Sports Arena                            |                                    |
| 52                  | 21. August 1976     | Richfield           | Vereinigte Staaten  | Coliseum                                |                                    |
| 53                  | 22. August 1976     | Fort Wayne          | Vereinigte Staaten  | Allen County War Memorial Coliseum      |                                    |

## Band
- Jon Anderson: Gesang, Gitarre, Harfe, Percussion
- Steve Howe: Gitarre, Pedal-Steel-Gitarre, Hintergrundgesang
- Patrick Moraz: Keyboards
- Chris Squire: Bass, Kesselpauken, Hintergrundgesang
- Alan White: Schlagzeug, Percussion